# Pterolophia allardi
Pterolophia allardi är en skalbaggsart som beskrevs av Stefan von Breuning 1970. Pterolophia allardi ingår i släktet Pterolophia och familjen långhorningar. Inga underarter finns listade i Catalogue of Life.